# Острова Расселл

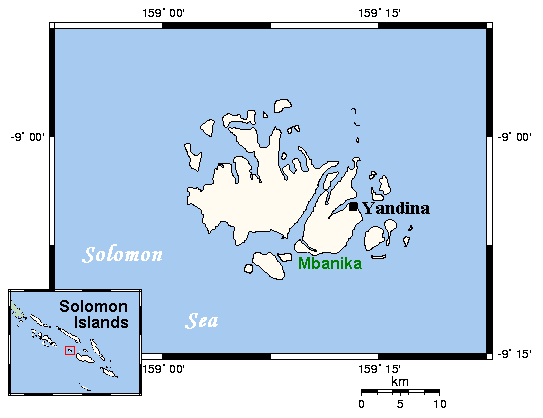
Острова Расселл

Острова Расселл (англ. Russell Islands) — группа островов вулканического происхождения, входит в состав Центральной провинции Соломоновых Островов. Два основных острова — Павуву и Мбаника.

## География
Острова расположены примерно в 48 км к северо-западу от острова Гуадалканал.

## История
21 февраля 1943 года, как часть Американской военной операции на протяжении Второй мировой войны, острова были заняты отрядами США под командованием адмирала Тернера. Захват прошел бескровно, поскольку после падения Гуадалканала японцы 11 февраля эвакуировались с островов.
На островах можно встретить следы американского присутствия, такие как бетонные блоки или большие металлические ангары.

## Население
На острове проживает народ лавукал, который говорит на языке лавукалеве. На острове расположено небольшое поселение полинезийцев, переселившихся с острова Тикопиа, они живут на западной стороне острова Павуву. Люди со всех Соломоновых Островов приезжают в Яндина для работы на плантациях. В дополнение к родным языкам население разговаривает на пиджине Соломоновых Островов, лингва франка Соломоновых Островов.

## Экономика
Острова частично покрыты кокосовыми плантациями. В городе Яндина на острове Мбаника расположена фабрика по производству Копры и масла. В Яндина также находится магазин, почтовый офис и аэропорт.